# Fontenilles
Fontenilles település Franciaországban, Haute-Garonne megyében. Lakosainak száma 5869 fő (2022. január 1.). Fontenilles Léguevin, Bonrepos-sur-Aussonnelle, Fonsorbes, Plaisance-du-Touch, Saiguède, Saint-Lys, La Salvetat-Saint-Gilles, Lias és Pujaudran községekkel határos.

## Népesség
A település népességének változása:
| Lakosok száma | 528  | 1791 | 2920 | 3440 | 4803 | 5546 | 5935 | 5914 | 5872 | 5869 |
|               | 1968 | 1982 | 1999 | 2006 | 2011 | 2015 | 2017 | 2018 | 2020 | 2022 |